# 比斯特里伊夫卡 (拉多梅什利區)
50°28′40″N 29°9′53″E / 50.47778°N 29.16472°E
比斯特里伊夫卡（烏克蘭語：Бистріївка）是烏克蘭北部的村莊，隸屬日托米爾州的日托米爾區。該村面積0.38平方公里，海拔高度157米，2001年人口51。